# Erik Burke
Erik Burke (Oostende, 19 januari 1963) is een Vlaams acteur.
Zijn bekendste rol is die van Geert Verschuren in Wittekerke en die van kale openbare aanklager Tony Beraet in de 13-delige advokatenreeks Deman.

## Levensloop
Hij speelde gastrollen in onder andere Postbus X (Hans), Heterdaad (directeur Joosen), Thuis (Paul Dewals in 1996, 1997, 1998, 2003, 2004 en 2007), F.C. De Kampioenen (Piet), Recht op Recht (schepen Wendels), Flikken (Heursel), het huis Anubis (meneer Zeelenberg, vader van Mick), Sedes & Belli (Herbert), Verschoten & Zoon (Fons), Witse (Eerwaarde Bart Wijns en Dr. Saverijs in 2011), De Wet volgens Milo (Vandendriessche), Aspe (Raf Bastiaens), Spoed (psychopaat Sam in 2002, Erik Van Poel in 2007), Sara (Felix Van Uytsel), Lili en Marleen (Hans Fritz), Spring (kunstkenner),  Samson & Gert (vader van vierling in 2004 en machine verkoper in 2005),  Mega Mindy (verzekeringsagent), En daarmee basta! (radiopresentator) en Alexander (Harry Devos). Hij speelde in de allereerste speelfilm van Dominique Deruddere, Crazy Love (1987), en was ook te zien in Odette Toulemonde, de eerste langspeelfilm van Eric-Emmanuel Schmitt (2007). In 2010 speelde hij een gastrol in de eerste aflevering van het vijfde seizoen van Zone Stad als Commissaris Verduyn en in Goesting als Etienne.
In 2010 was Burke te zien in de VTM-soap Familie als meneer Bruyninckx en in 2015 als Gaby.
Momenteel specialiseert hij zich in literaire conferences als "VertederDingen" (2006) en "Prioritijd" (2008).
Van 2011 tot 2013 was hij te zien in Galaxy Park als de klusjesman Ko.
Van 2021 tot 2024 was hij te zien in GameKeepers als Jacob Parmentier.
Burke was ook actief als radiopresentator. Zo presenteerde hij onder andere Nachtradio en later De Stemkroeg op Radio 2. Hij leende zijn stem ook aan tal van figuren in animatiefilms, zoals Het Eiland van Noah (stem - Noah) en Wallace & Gromit en de vloek van de weerhaas (Vlaamse stem - Wallace).
Sinds 1999 is hij ook de vaste presentator van de verkiezing 'Tineke van Heule' op de Tinekesfeesten.